# Anarta aureola
Anarta aureola är en fjärilsart som beskrevs av Hans Ferdinand Emil Julius Stichel 1908. Anarta aureola ingår i släktet Anarta och familjen nattflyn. Inga underarter finns listade i Catalogue of Life.